# ブランチ福岡下原
ブランチ福岡下原（ブランチふくおかしもばる）は、福岡県福岡市東区下原四丁目にあるショッピングセンター。大和ハウスグループの大和リースが展開する複合商業施設ブランド「ブランチ」（BRANCH）の一店舗。
2016年2月11日に移転・統合によって廃止された福岡市中央卸売市場東部市場の跡地を活用し、2018年11月30日に開業した。

## 概要
福岡市では2015年度限りで移転・統合によって廃止された東部市場の跡地を民間に売却するにあたり、事業提案内容と土地価格の両面から総合的に評価するプロポーザル方式での公募を2016年7月1日から8月31日にかけて実施。4件の提案があった中から2016年10月28日に大和リースが事業予定者として選出され、市場施設の解体工事を経て2017年12月1日に着工、2018年11月30日に「ブランチ福岡下原」としてオープンした。
敷地面積は約2万2,000m2、延床面積は約1万1,000m2で、商業施設部分の建物は鉄骨造2階建で、スーパーマーケットの「マックスバリュ香椎店」とマツモトキヨシBRANCH福岡下原店を核店舗とする。ほかに広場空間やコミュニティスペースを設けている。
九州産業大学に近接した国道3号香椎バイパス沿いに立地している。

## 主な店舗
フードバンク福岡 下原ベース

## アクセス
- 鹿児島本線九産大前駅より徒歩14分[独自研究?]
- 西鉄バス
  - 赤間急行・新宮急行線 下原中央バス停より徒歩4分[独自研究?]
  - 23番・23番B系統 下原バス停より徒歩6分[独自研究?]

#### 広報資料・プレスリリースなど一次資料
1. ↑  東部市場跡地　事業提案公募の実施について（お知らせ） - 福岡市[リンク切れ]
2. 1 2  福岡市に新たな複合商業施設が誕生「ブランチ福岡下原」オープン (PDF)  - 大和リース、2018年11月22日
3. ↑  ＮＰＯ法人フードバンク福岡・大和リース株式会社による「フードバンク福岡 下原ベース」開所式について (PDF)  - 福岡市環境局、2019年10月25日[リンク切れ]